# 梅本竜
梅本 竜（うめもと りゅう、1974年2月18日 - 2011年8月16日）は、ゲームミュージックの作曲家。神奈川県横浜市出身。血液型A型。

## 略歴
1990年代から主にパソコンゲームでのサウンドトラックを数多く手がけ、商業音楽家としての地位を確立する。晩年はコンシューマーゲームのサウンドトラックを手がけたり、オリジナル・サウンドトラックのアレンジャーとして活動を行うなど、活動の幅を広げていた。
1992年から1993年までファミリーソフトに在籍、その後フリーとしてシーズウェアやエルフなどのプロジェクトに参加。2007年から2008年までD4エンタープライズに在籍、その後アートディンクの元社員らが設立したThinkRidge社のサウンドセクション部門に所属し、活動を続けていた。また、2008年にはヨナオケイシ、せんたろらと共に「Spin→Out」を結成。KORG DS-10を使ってのイベントに多数出演している。
晩年はケイブ製作のゲームの音楽を中心に活動し、2010年末より同社所属で旧友の浅田誠が製作総指揮した『インスタントブレイン』の作曲に着手する。しかし2011年2月頃から疲労や持病のハウスダストアレルギーの発作により高熱を伴う重い気管支炎を発症したことを皮切りに体調が徐々に悪化し始める。病状に耐えたり病院に通院しながら作曲を進めるものの、春には極度の体調不良に陥って仕事が思うように出来ない事や体調不良の原因が幾つの病院の検査でも特定出来ない事に悩まされている事を本人がTwitterで明かしていた。
その後も体調不良は回復せず、6月末に病院に緊急入院するも容態が急変し、同年8月16日23時に死去。37歳没。この『インスタントブレイン』の作曲が遺作となったが、ゲームの完成を見ることは叶わなかった。
作曲家として携わった代表作に、『DESIRE』、『EVE burst error』、『この世の果てで恋を唄う少女YU-NO』、『野々村病院の人々』などがある。
余談だが、かつてゲーム製作で一緒にタッグを組んだ菅野ひろゆきも梅本の死から4ヶ月後の12月19日に病気のために亡くなっている。

## 人物
活動初期から主にゲームミュージックを手がけた。
FM音源を使いこなし、特にPC-9801シリーズにおける事実上の標準音源であったOPN系のYM2203やYM2608、X68000シリーズにおける標準音源であったOPM系のYM2151を得意としている。ゲームクリエイターの菅野ひろゆきとタッグを組んで制作された『DESIRE 背徳の螺旋』『EVE burst error』『この世の果てで恋を唄う少女YU-NO』は、数度に渡ってサウンドトラックCDが再発売されたり、ゲームが発売してから十年以上も経て、新たなアレンジを加えたCDがリリースされている。
またゲーム音楽において、実質的にチップチューンが主流であった1990年代の活動初期から、数多くの音源を自由に組み合わせて用いることが出来るようになった現在に至るまで、FM音源に対する強いこだわりを見せている。例として、2009年にリリースされたコントラスタと言うゲームでは、FM音源をベースに、PCM音源などのトラックを上乗せした楽曲制作を行っており、2008年にEGG MUSICで発売された『DESIRE 背徳の螺旋』のサウンドトラックでは、当時のOPN系FM音源をそのまま録音したものに加え、「FM音源があと一歩進化していたとしたらどうなっていたか」と言う仮定に基づき、発音数やメモリ使用量の制限を考慮した上で、OPM系FM音源エミュレーターであるVOPMなど複数のVSTインストゥルメントを組み合わせて作られたYM-2609なる仮想FM音源を制作し、当時の延長線上で楽曲のリアレンジを行っている。

## 仮想FM音源YM-2609
前述の「仮想FM音源YM-2609」は、PC-9801シリーズの最初期に事実上の標準音源として搭載された「FM音源3ch＋SSG（デューティ比固定）3ch」と言う性能をもつFM音源YM2203から、「FM音源6ch＋YM2203と同仕様のSSG3ch＋ADPCM1ch＋リズム音源」とFM音源のサウンド数を倍にして、PCMチャンネルとリズム音源を追加した、PC-9801シリーズ中後期に搭載されたFM音源YM2608への進化を追うように作られており、FM音源12ch＋SSG（デューティ比可変）12ch＋PCM3ch＋リズム音源と、FM音源のチャンネル数をYM2608と比べて更に倍にして、SSGはチャンネル数を増加させるだけでは無くデューティ比を可変にする事で、PC-9801のシリーズを通じて同じサウンドだったSSG音源を、サウンド面から進化させた形になっている。
この仕様により当時のチップでは成し得無かった、アナログシンセサイザーでの音声合成のようなテクニックも応用出来るようになっており、SSGのデューティ比を変え複数の音をユニゾンさせる事で、シンセストリングスのようなサウンドを出すことも可能になっている。
この仮想音源は『DESIRE 背徳の螺旋』のサウンドトラックのみならず、他のプロジェクトでも使用していた。

## 作曲環境
1999年頃、曲の制作環境をWindowsに移してからは、ACIDとMMLコンパイラの『テキスト音楽「サクラ」』を愛用していた。サクラに関しては、開発者のクジラ飛行机と共に、開発合宿を行ったりと、大きく開発にコミットしていた。サクラのサンプルにも曲を複数提供している。

## 参加作品

### ゲーム
- 響-HIBIKI-：デビュー作で[5]、ソフトベンダーTAKERU専売のAVG。YM2203使用（PC-9801、1992年）
- MOBILE SUIT GUNDAM ハイパークラシックオペレーション（FM TOWNS、1992年）
- スクウェア・リゾート〜ハイパー戦車戦〜（X68000、1992年）
- AZURE（アジャ） ：CD-DA版BGM担当（FM TOWNS、1993年）
- MSX Train（MSX、1993年）
- 超時空要塞マクロス リメンバー・ミー：一部BGM担当（PC-9801、1993年）
- 機動戦士ガンダム リターン・オブ・ジオン：一部BGM担当（PC-9801、1993年）
- ヴェルスナーグ戦乱（X68000、1993年）
- 機動戦士ガンダム A Year of War 一年戦争：一部BGM担当（PC-9801、1993年）
- 科学忍者隊ガッチャマン：一部BGM担当（PC-9801、1993年）
- ラルⅢ 覚醒編 （PC-9801、1994年）
- DESIRE 背徳の螺旋（PC-9801、1994年）
- XENON -夢幻の肢体-（PC-9801、1994年）
- 鉄甲旗艦アトラゴン（PC-9801、1995年）
- EVE burst error（マルチプラットフォーム、1995年）
- この世の果てで恋を唄う少女YU-NO（マルチプラットフォーム、1996年）
- 野々村病院の人々（Windows 95/98、SS、DMM、1996年、2007年）
- GROUNSEED（PC-9801、1996年）
- 竜機伝承2（Windows、1997年）
- ECLIPSE〜絶対隷奴計画・喪失少女〜8Windows、2003年）
- ぽぽたん：一部BGM担当（Windows、2003年）
- 群青の空を越えて：一部BGM担当（Windows、2005年）
- イナホノミライ（Windows、2006年）
- あの街の恋の詩（Windows、2006年）
- StoneAge2（Windows、2006年）
- R.U.R.U.R 〜ル・ル・ル・ル〜 このこのために、せめてきれいな星空を：一部BGM担当（Windows、2007年）
- きっと、澄みわたる朝色よりも、：一部BGM担当（Windows、2009年）
- つく×つく お姉さんナースに尽くされるゲーム：一部BGM担当（Windows、2009年）
- 回転イラストパズル ぐるぐるロジック（ニンテンドーDS、2009年）
- エスプガルーダIIブラックレーベル：全曲アレンジ担当、新曲作曲担当（Xbox 360、2010年）
- 赤い刀：全曲作曲担当（アーケードゲーム、2010年）
- 甘えむっ♪ 〜おかあさんのかぞくけいかく〜（Windows、2010年）
- Soranica Ele：石川ナオトと共作（Windows、2010年）
- R.U.R.U.R ル・ル・ル・ル -petit prince-：一部BGM担当（PSP、2010年）
- 天使の羽根を踏まないでっ：一部BGM担当（Windows、2011年）
- 赤い刀 真：全曲アレンジ担当、新曲作曲担当（Xbox 360、2011年）
- NIN2-JUMP：全曲作曲担当（Xbox 360、2011年）
- 「虫姫さま」ケイブ祭りver1.5：全曲アレンジ担当（ゲーム基板、2011年）
- インスタントブレイン：一部BGM担当（Xbox 360、2011年）

その他、多数

### オリジナル・サウンドトラック
- この世の果てで恋を唄う少女YU-NO オリジナルサウンド＆ヴォイスコレクション （1997々）
- EVE burst error オリジナルサウンドトラック（1998年）
- DESIRE オリジナルサウンドトラック（1998年）
- この世の果てで恋を唄う少女YU-NO スーパーサウンドトラック（2000年）
- ガリアンレイダー オリジナルサウンドトラック SIDE:A（2004年）
- ガリアンレイダー アレンジサウンドアルバム TestamenT（2005年）
- あの街の恋の詩 サウンドトラック（2006年）
- Attack Rate（2007年）※『EVE』・『DESIRE』・『GROUNSEED』の曲を仮想FM音源YM-2609で再構成
- R.U.R.U.R オリジナルサウンドトラック（2007年）
- ECLIPSE "THE ALBUM" - RYU UMEMOTO RARE TRACKS Vol.1（2007年）
- DESIRE "THE ORIGIN" - RYU UMEMOTO RARE TRACKS Vol.2（2008年）
- XENON "THE ORIGIN" - RYU UMEMOTO RARE TRACKS Vol.3（2008年）
- Dengeki Division オリジナルサウンドトラック（2008年）
- GROUNSEED "THE ORIGIN" - Ryu Umemoto & Ryu Takami Rare Tracks Special（2008年）
- EVE burst error “THE PERFECT”（2009年）
- コントラスタ・オリジナルサウンドトラック 〜白と黒の御伽噺〜（2009年）
- 赤い刀 オリジナル サウンドトラック（2010年）
- NIN2-JUMPサウンドトラック＋赤い刀FM音源集（2011年）

### オリジナル・アルバム
- UMEMOTO：代表作とオリジナル曲からなるアルバム（有志によるトリビュート・アルバムにオリジナル曲で参加）（2003年）

### アレンジ・リミックスのみ
- 空の上のおもちゃ オリジナルサウンドトラック（2005年）
- 梅本竜 アニメソング・カバー・セレクション：著名アニメ曲のアレンジ版（2008年）
- プリンセスメーカー2 リマスターサウンドトラック：リミックス曲収録（2008年）
- 並木学セレクション デススマイルズ プレミアムアレンジアルバム（2009年）
- ケツイ〜絆地獄たち〜 アレンジアルバム（2009年）
- 怒首領蜂大往生 アレンジアルバム（2009年）
- 虫姫さま ダブルアレンジアルバム（2009年）
- ESPGALUDA II Original Sound Track（2010年）
- ESPGALUDA II Black Label Sound Track ：梅本オリジナル曲も3曲あり（2010年）
- ケイブのうた ぶらっくれーべる（2010年）
- 「虫姫さま」ケイブ祭りver1.5 アレンジアルバム（2011年）

### コンピレーションアルバム
- 銀色の三日月：2曲目「DayDream」収録（2006年）
- TimeLimit 〜Eternity〜：東方Projectのコンピレーションアルバムで、ZUN作曲の原曲をアレンジ。1曲目「最も澄みわたる空と海」、12曲目「大空魔術〜Magical Astronomy」収録（2006年）
- Time Limit〜Momentary〜：同上。2曲目「星の器〜Casket of Star」、12曲目「霊戦〜Perdition crisis」収録（2006年）
- CatHolic：同上。14曲目「シンデレラケージ〜Kagome-Kagome」収録（2007年）
- FMPSG007 -LimeLight-：2曲目「Alucard」収録（2007年）
- Witch Craft：東方Projectのコンピレーションアルバムで、ZUN作曲の原曲をアレンジ。1曲目「封印されし神々」収録（2008年）
- Scape Goat：同上。6曲目「プレイヤーズスコア」収録（2008年）
- PSYVARIAR "THE MIX"：サイヴァリアシリーズのアレンジ・コンピレーション。6曲目「Opening -VOID mix-」収録（2008年）
- FMPSG010 -bridge-：1曲目「NightFlyer for bridge」収録（2008年）
- SPIRIT OF STONE：10曲目「オカイモノ」収録（2008年）
- Toystrumental：KORG DS-10による企画CD（2008年）
- Toystrumental 1.5：同上（2009年）
- Toystrumental 2：同上（2009年）
- たいらんとはにー：同人サークルDangerous Mezashi Catのアリスソフト作品のアレンジ。2曲目「Dash to Battle」収録（2010年）
- GODMOTHER：東方Projectのコンピレーションアルバムで、ZUN作曲の原曲をアレンジ。2曲目「閉ざせし黄泉の通い路」、10曲目「法界の火」収録（2010年）

### ドラマCD
- 新撰組ドラマCD 壬生狼真伝 第一巻「泡雪の章」（2010年）
- 新撰組ドラマCD 壬生狼真伝 第二巻「残月の章」（2010年）
- 新撰組ドラマCD 壬生狼真伝 第三巻「散花の章」（2010年）